# ظلامية (مفهوم)

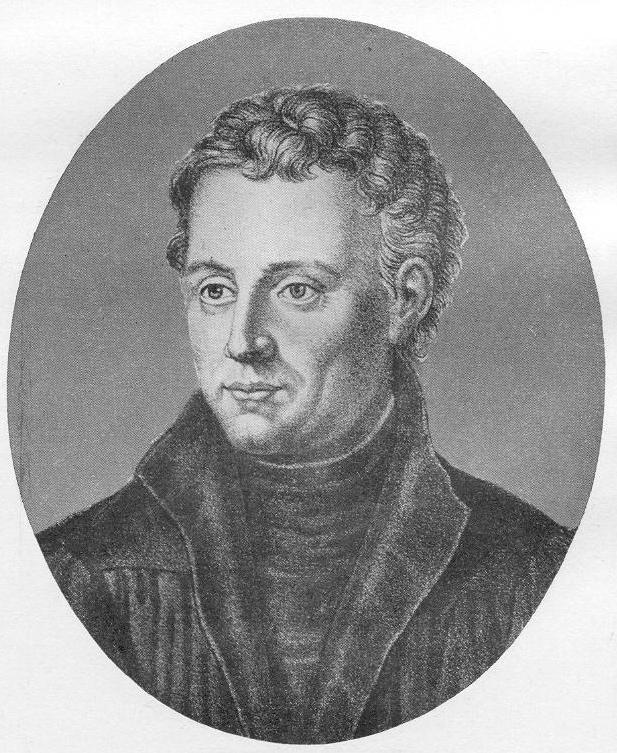
الباحث الإنساني يوهانس روشلين (1455-1522) الذي عارض الظلامية الدينية.

يصف مصطلح الظلامية ممارسة تقديم المعلومات عمدًا بطريقة غير دقيقة ومبهمة، ومصممة للحد من أي استفسارات أو فهم إضافيين. يوجد نوعان من الدلالات التاريخية والفكرية للظلامية: (1) تقييد المعرفة المتعمد-معارضة نشر المعرفة؛ و (2) الغموض المتعمد -أسلوب أدبي أو فني متجدد يتميز بالضبابية المتعمدة.
يُشتق مصطلح الظلامية من عنوان رسائل هجائية تعود إلى القرن السادس عشر وتحمل عنوان Epistolæ Obscurorum Virorum (رسائل رجال ظلاميين، 1515–19)، واستندت إلى الخلاف الفكري بين الألماني يوهان ريوكلين والراهب يوهانس بفيفركورن من النظام الدومينيكي، حول ضرورة حرق جميع الكتب اليهودية كونها بدعة غير مسيحية.[بحاجة لمصدر] في وقت سابق، وتحديدًا في عام 1509، حصل الراهب بفيفيركورن على إذن ماكسيميليان الأول، الإمبراطور الروماني المقدس (1486-1519)، لحرق جميع نسخ التلمود (يحتوي على الشريعة اليهودية والأخلاق اليهودية) المعروف أنه كان في الإمبراطورية الرومانية المقدسة (926-1806 م)؛ هجت «رسائل رجال ظلاميين» الحجج الدومينيكية لحرق الأعمال «غير المسيحية».
استخدم فلاسفة عصر التنوير في القرن الثامن عشر مصطلح الظلامي لوصف أي عدو للتنوير الفكري والانتشار الليبرالي للمعرفة. في القرن التاسع عشر، وبغرض التمييز بين أنواع الظلامية الموجودة في الميتافيزيقيا واللاهوت النابع من الظلامية «الأكثر دقة» للفلسفة النقدية الخاصة بإيمانويل كانت، والشكوك الفلسفية الحديثة، قال فريدريك نيتشه: «لا يتمحور فن الظلامية الأسود حول تعتيم الفهم الفردي، لكنها تريد تشويه صورتنا عن العالم، وتعتيم فكرتنا عن الوجود».

## تقييد المعرفة

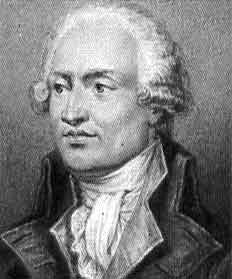
الماركيز دي كوندورسيه

تُعد الظلامية في جوهرها مناهضة للديمقراطية، لأنها تحتكر المعرفة للطبقة الحاكمة النخبوية من «القلة القليلة»، ولأن مكونها مناهض للفكر وداعم للنخبوية، فهي تستبعد الأفراد الذين تعدهم غير جديرين فكريًا بمعرفة الحقائق حول حكومة المدينة-الدولة.
عمد العالم السياسي الماركيز دي كوندورسيه في القرن الثامن عشر إلى توثيق ظلامية الطبقة الأرستقراطية في فرنسا الملكية فيما يتعلق بالمشكلات الاجتماعية التي أدت إلى الثورة الفرنسية (1789-1799) التي أطاحت بهذه الطبقة وملكها لويس السادس عشر.
كرس عالم الرياضيات ويليام كينغدون كليفورد، وهو من أوائل المؤيدين للداروينية، بعض مؤلفاته في القرن التاسع عشر لاجتثاث الظلامية من إنجلترا، بعد سماع رجال الدين –الذين أيدوا أفكاره حول التطور بالسر- ينددون علنًا بالتطور لأنه غير مسيحي. علاوةً على ذلك، تُعد الظلامية في عالم الدين المنظم سلالةً مميزة من الفكر ومستقلةً عن الولاء اللاهوتي. يكمن الفرق في أن الأصولية تفترض مسبقًا إيمانًا دينيًا صادقًا، في حين أن الظلامية تقوم على تلاعب الأقلية بالإيمان الشعبي باعتباره ممارسة سياسية؛ راجع الرقابة.

### ليو شتراوس

#### الفلسفة السياسية
في القرن العشرين، تبنى الفيلسوف السياسي الأمريكي المحافظ ليو شتراوس، الذي امتزجت الفلسفة بالسياسة في أعماله، وأتباعه من المحافظين الجدد فكرة تشكيل الحكومة على يد القلة المستنيرة بمثابة إستراتيجية سياسية. أشار إلى أن المثقفين في زمن أفلاطون، واجهوا معضلة الاختيار بين «تدخل» الجماهير الواعية والمطلعة في الحكومة، أو السياسيين الجيدين الذين قد يكونوا صادقين وما يزالون يحكمون للحفاظ على مجتمع مستقر -ومن هنا انبثقت الكذبة النبيلة الضرورية في تأمين الإذعان العام. يناقش شتراوس في كتاب المدينة والإنسان (1964) الأساطير في حوار الجمهورية التي يقترحها أفلاطون للحكم الفعال، والتي تضمنت الاعتقاد أن البلاد (الأرض) التي تحكمها الدولة تنتمي إليها (بصرف النظر عن غزو بعضها بعضًا)، وأن الجنسية لا تقتصر على الولادة في المدينة-الدولة. وهكذا، لاحظ سيمور هيرش في مقال الذكاء الانتقائي بمجلة نيويوركر، أن شتراوس أيد مفهوم «الكذبة النبيلة»: الأساطير التي يستخدمها السياسيون للحفاظ على مجتمع متماسك.
انتقدت شادية دروري قبول شتراوس لرياء وخداع الجماهير على أنه «عدالة خاصة للحكماء»، بينما اقترح أفلاطون أن الكذبة النبيلة تستند إلى الخير الأخلاقي، وقالت في نقدها لكتاب الحق الطبيعي والتاريخ (1953): «يعتقد شتراوس أن تفوق الفلاسفة الحاكمين يمثل تفوقًا فكريًا لا أخلاقيًا... [هو] المترجم الوحيد الذي يضفي طابعًا خبيثًا لمؤلفات أفلاطون عند قراءته لها، ثم يحتفل به».

#### نصوص باطنية
انتُقد ليو شتراوس لاقتراحه مفهوم المعاني «الباطنية» للنصوص القديمة، وإخفاء المعرفة التي يتعذر على العقل «العادي» الوصول إليها. في كتابه «الاضطهاد وفن الكتابة» (1952)، اقترح أن يكتب بعض الفلاسفة باطنيًا لتفادي اضطهاد السلطات السياسية أو الدينية، واقترح استنادًا إلى معرفته بموسى بن ميمون والفارابي وأفلاطون، أن أسلوب الكتابة الباطني مناسب للنص الفلسفي. بدلاً من تقديم أفكاره بشكل صريح، تجبر كتابة الفيلسوف الباطنية القارئ على التفكير بطريقة مستقلة عن النص، ومن ثم تحثه على التعلم. يلاحظ سقراط في فيدروس أن الكتابة لا تجيب عن الأسئلة، لكنها تدعو إلى الحوار مع القارئ، ومن ثم الحد من مشكلات استيعاب الكلمة المكتوبة. أشار شتراوس إلى أن أحد المخاطر السياسية للكتابة هو قبول الطلاب للأفكار الخطرة بسهولة شديدة -كما في محاكمة سقراط، إذ استُخدمت العلاقة مع ألكيبيادس لمقاضاته.
بالنسبة إلى ليو شتراوس، قدمت نصوص الفلاسفة للقارئ تعاليم «ظاهرية» (مفيدة) وغامضة «مقتصرة على فئة معينة» (حقيقية)، مخفية عن القارئ ذي الفكر العادي؛ التأكيد على أن الكُتاب غالبًا ما يتركون التناقضات والأخطاء الأخرى لتشجيع القارئ على (إعادة) قراءة النص قراءةً أكثر دقة. نتيجة اتباعه الانقسام «الظاهري الباطني» والحفاظ عليه، اتُهم شتراوس بالظلامية والكتابة باطنيًا.

### بيل جوي

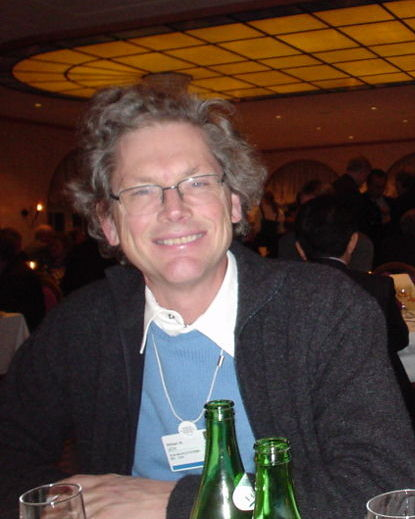
بيل جوي

في مقال نُشر بمجلة ويرد بعنوان «لماذا لا يحتاج المستقبل إلينا» (أبريل 2000)، طرح عالم الكمبيوتر وكبير علماء شركة صن مايكروسيستمز، بيل جوي، العنوان الفرعي التالي: «أقوى تقنيات القرن الحادي والعشرين لدينا -الروبوتات، والهندسة الوراثية، والتكنولوجيا النانوية- تهدد بجعل البشر من الأنواع المهددة بالانقراض»؛ ويفترض في متن المقال ما يلي:
«تُظهر تجارب علماء الذرة بوضوح الحاجة إلى تحمل المسؤولية الشخصية، أمر يظهر أيضًا في الخطر الكامن في إمكانية تحرك الأشياء بسرعة كبيرة، والطريقة التي قد تكتسب عبرها هكذا العملية حياةً خاصةً بها. يمكننا، كما فعلوا، خلق مشكلات لا يمكن التغلب عليه في غضون وقت قصير. يجب أن نفكر بطريقة مكثفة واستباقية إذا أردنا ألا نتفاجأ مثلهم وننصدم بعواقب اختراعاتنا».
سُرعان ما قُرن اقتراح جوي للحد من نشر معرفة «معينة»، بهدف الحفاظ على المجتمع، بالظلامية. بعد ذلك بعام، نشرت الجمعية الأمريكية لتقدم العلوم، في الكتاب السنوي لسياسة العلوم والتكنولوجيا لعام 2001، مقالاً بعنوان «رد على بيل جوي وأنصار المستقبلية التقنية المشؤومين والكئيبين»، حيث عارض عالما الكمبيوتر جون سيلي براون وبول دوغويد اقتراحه باعتباره رؤية تكنولوجية ضيقة الأفق، ووصفا المشكلات التي توقعها ذات الأصل التكنولوجي بأنها غير قابلة للتطبيق، وذلك بسبب تجاهله تأثير الأفراد من غير العلماء على مثل هذه المشكلات المجتمعية.